# Шеслиц
Шеслиц (нем. Scheßlitz) — город и городская община община  в Германии, в Республике Бавария. 
Подчинён административному округу Верхняя Франкония. Входит в состав района Бамберг.  Население составляет 7079 человек (на 31 декабря 2010 года). Занимает площадь 94,88 км². Официальный код  —  09 4 71 185. Местные регистрационные номера транспортных средств (коды автомобильных номеров) (нем. Kraftfahrzeugkennzeichen) — BA.
Община подразделяется на 30 городских районов.

## Население
По оценке на 31 декабря 2015 года население общины составляет 7176 чел.
| Дата      | 1840 | 1871 | 1900 | 1925 | 1939 | 1950 | 1961 | 1970 | 1987 | 2011 |
| --------- | ---- | ---- | ---- | ---- | ---- | ---- | ---- | ---- | ---- | ---- |
| Население | 5805 | 5960 | 5552 | 5335 | 5054 | 7169 | 6318 | 6630 | 6570 | 7126 |

| Год       | 1960 | 1970 | 1980 | 1990 | 2000 | 2009 | 2010 | 2011 | 2012 | 2013 | 2014 | 2015 |
| --------- | ---- | ---- | ---- | ---- | ---- | ---- | ---- | ---- | ---- | ---- | ---- | ---- |
| Население | 6290 | 6583 | 6484 | 6757 | 7181 | 7071 | 7079 | 7159 | 7123 | 7184 | 7116 | 7176 |

## Выдающиеся горожане
- Лиска, Ханс — австрийский художник.
- Фойльнер, Маркус — футболист.
- Цейс, Ганс
- Энгельхард, Йоханн Георг

## Фотогалерея

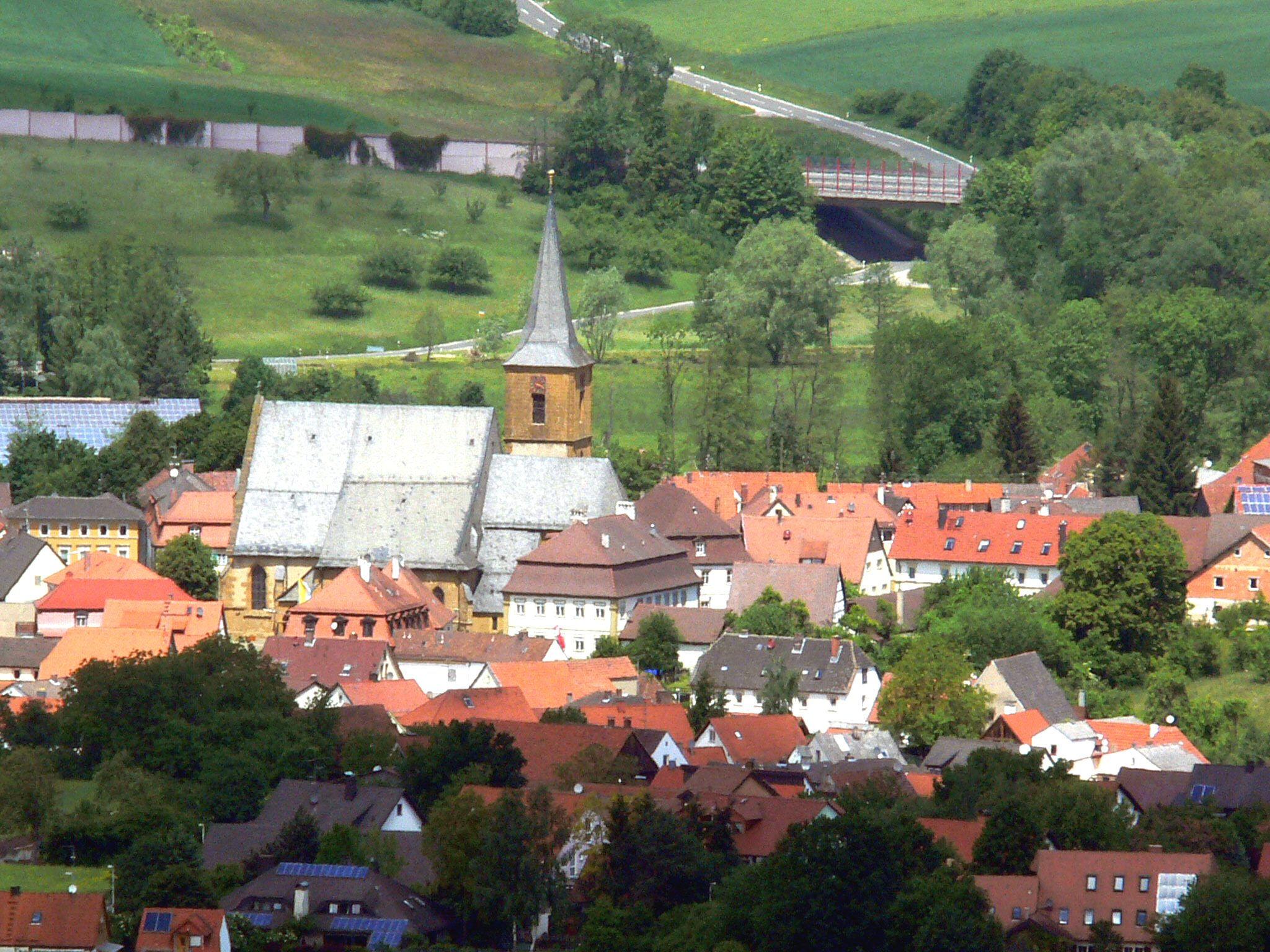
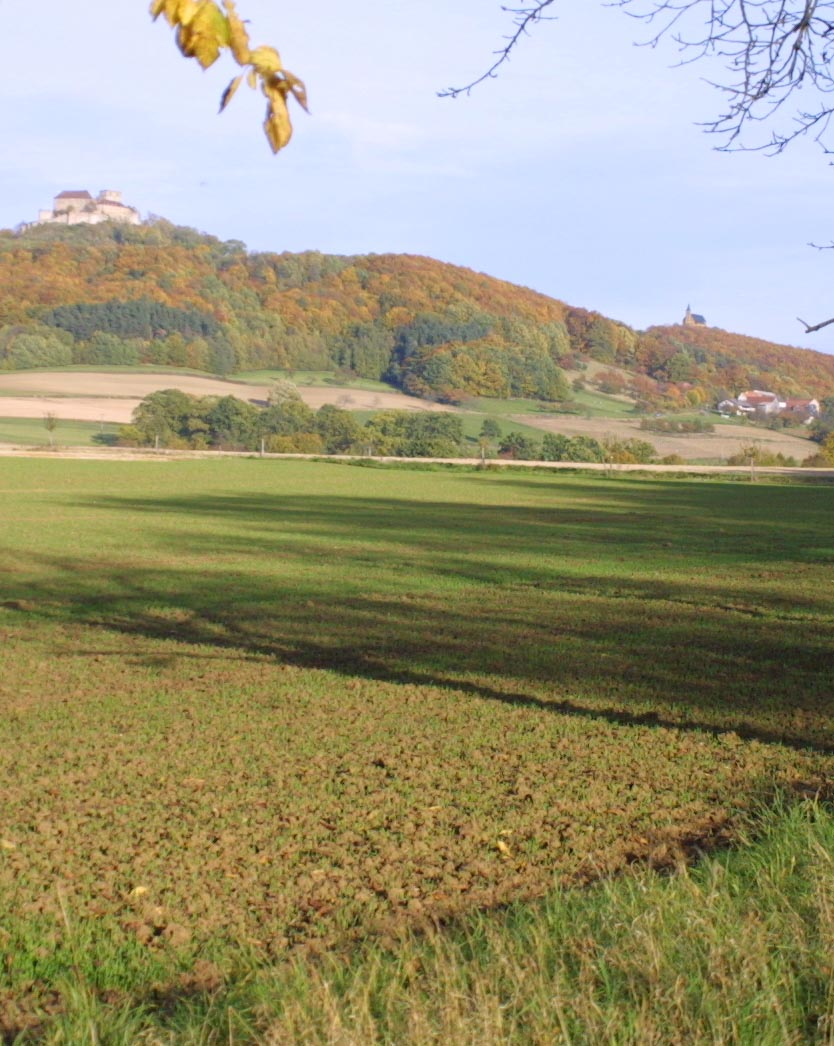
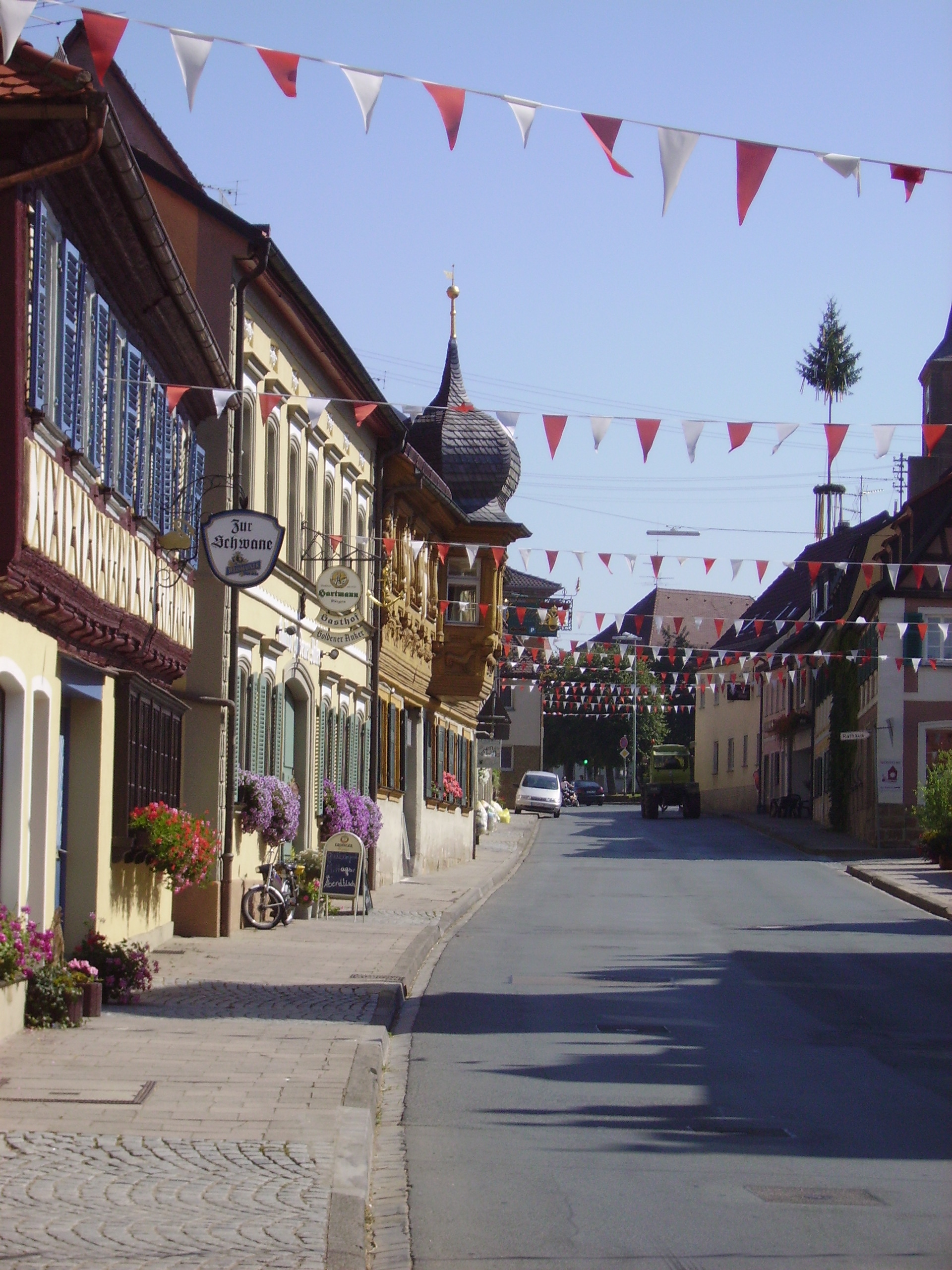
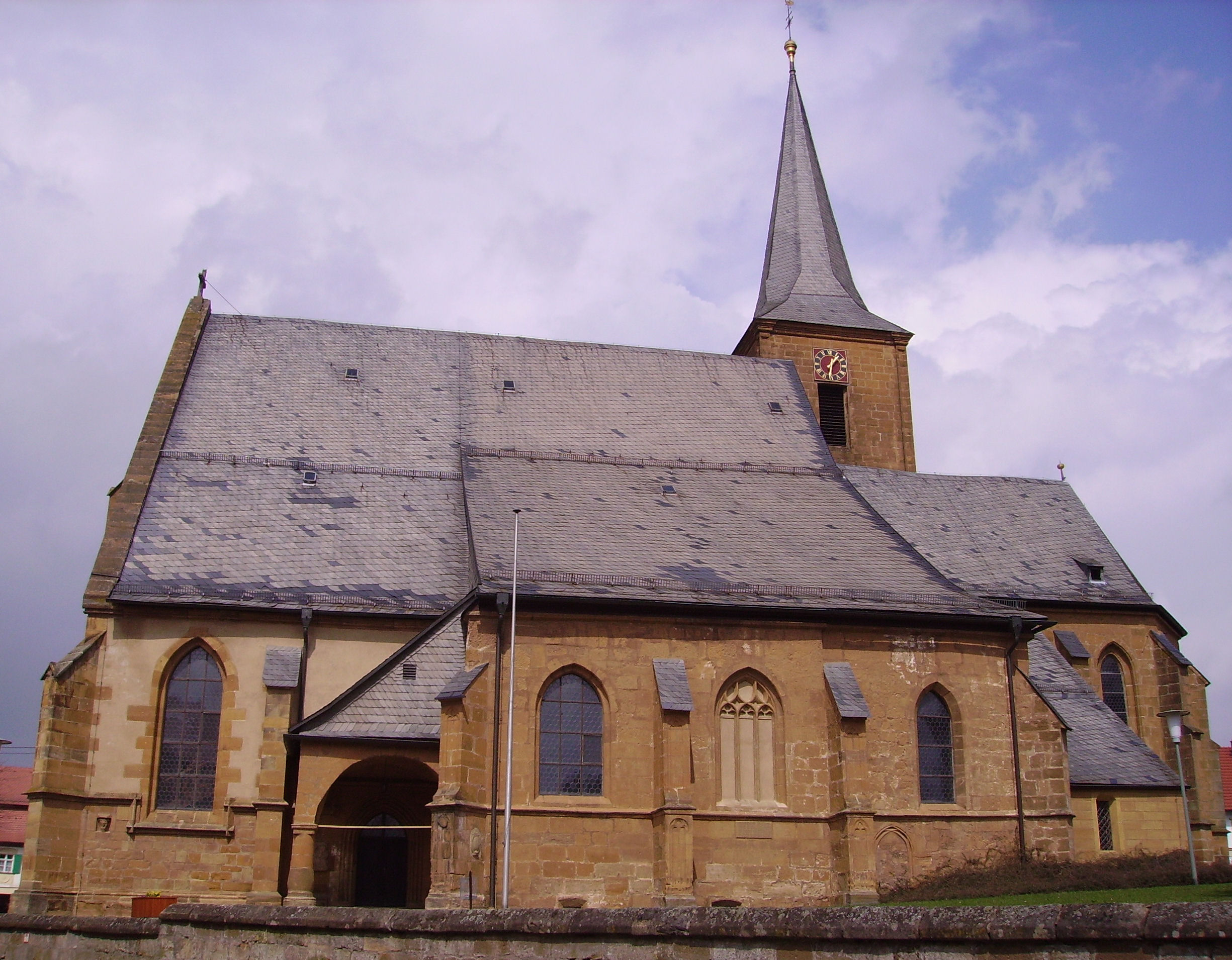
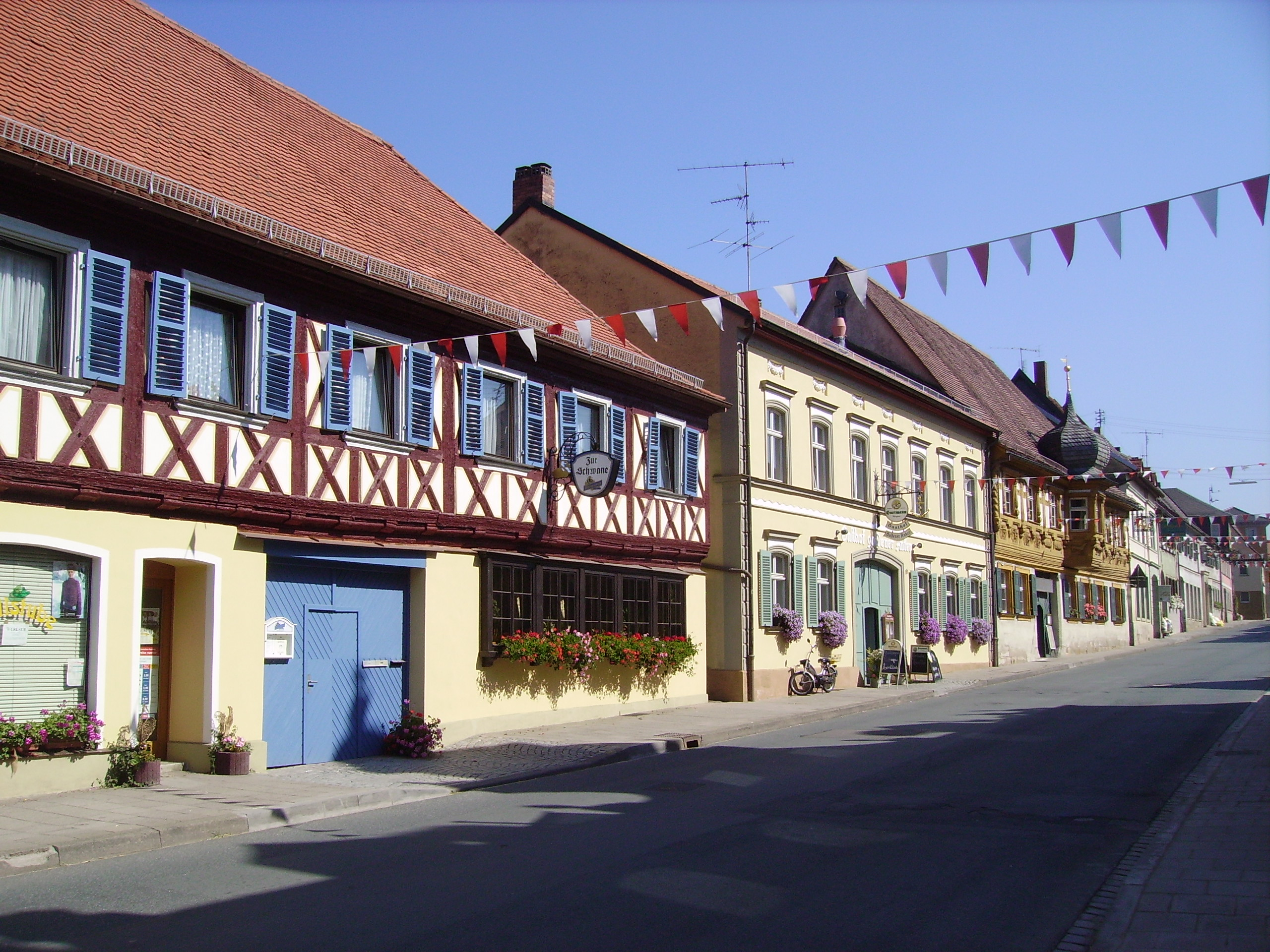
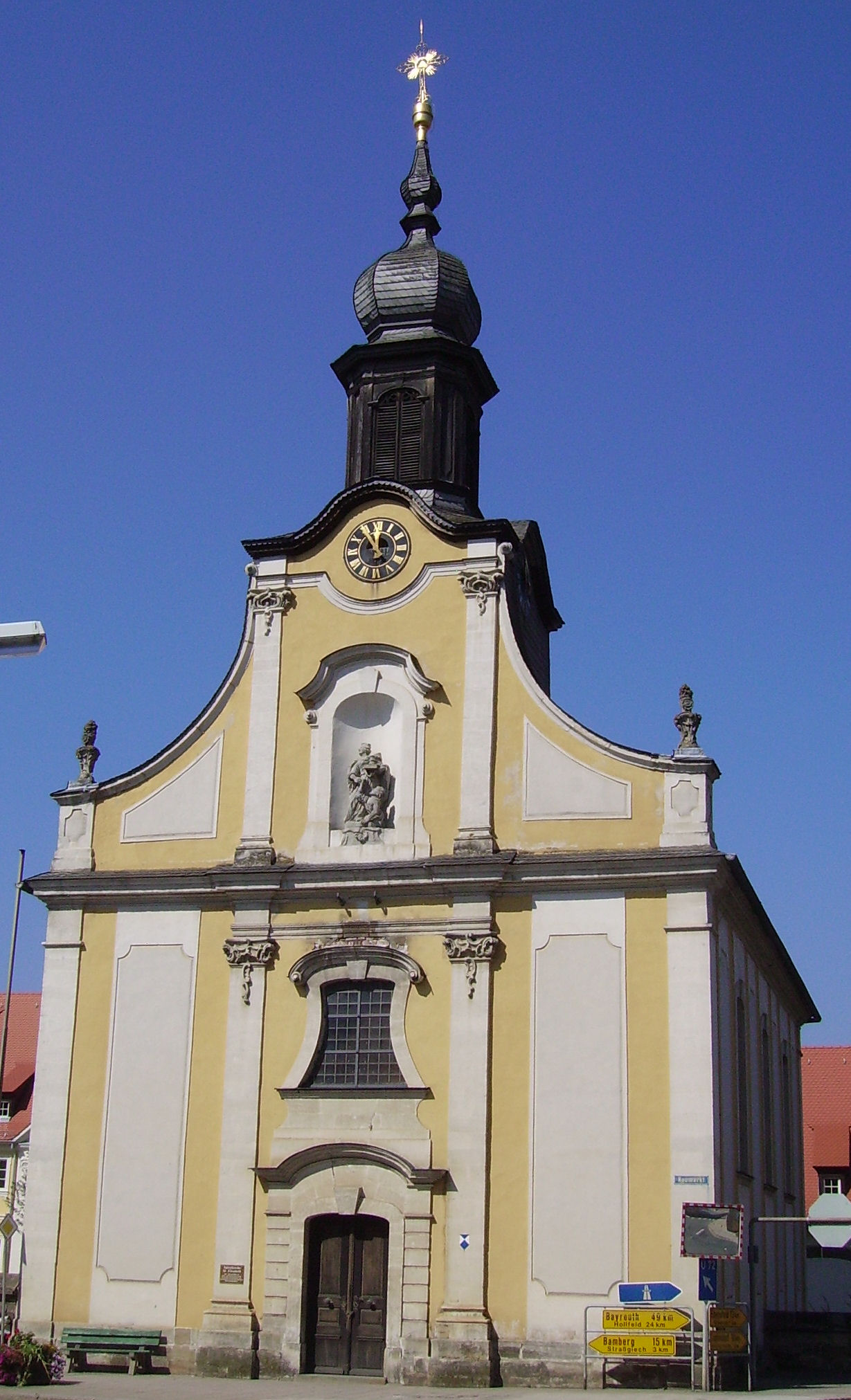
Церковь
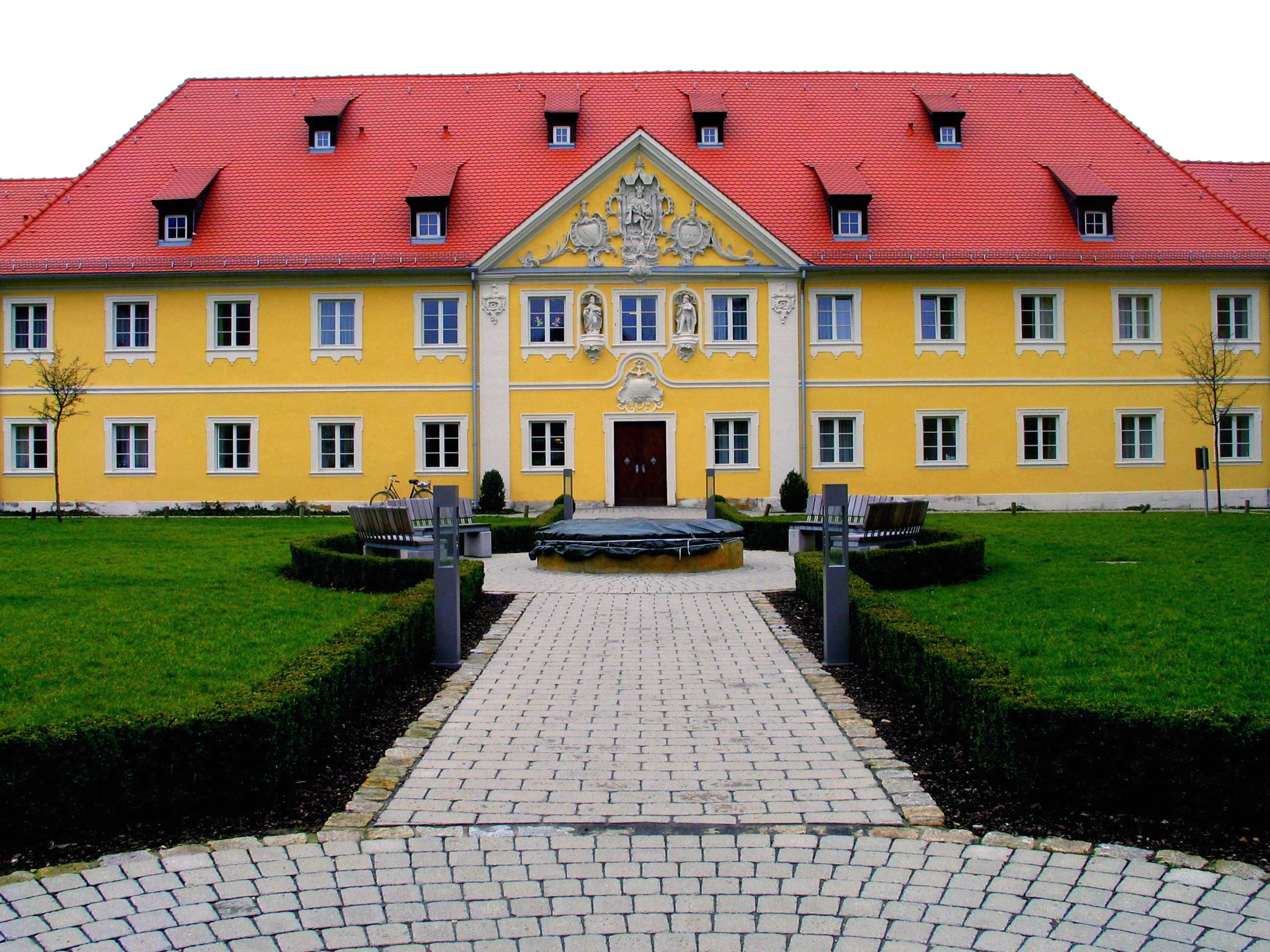
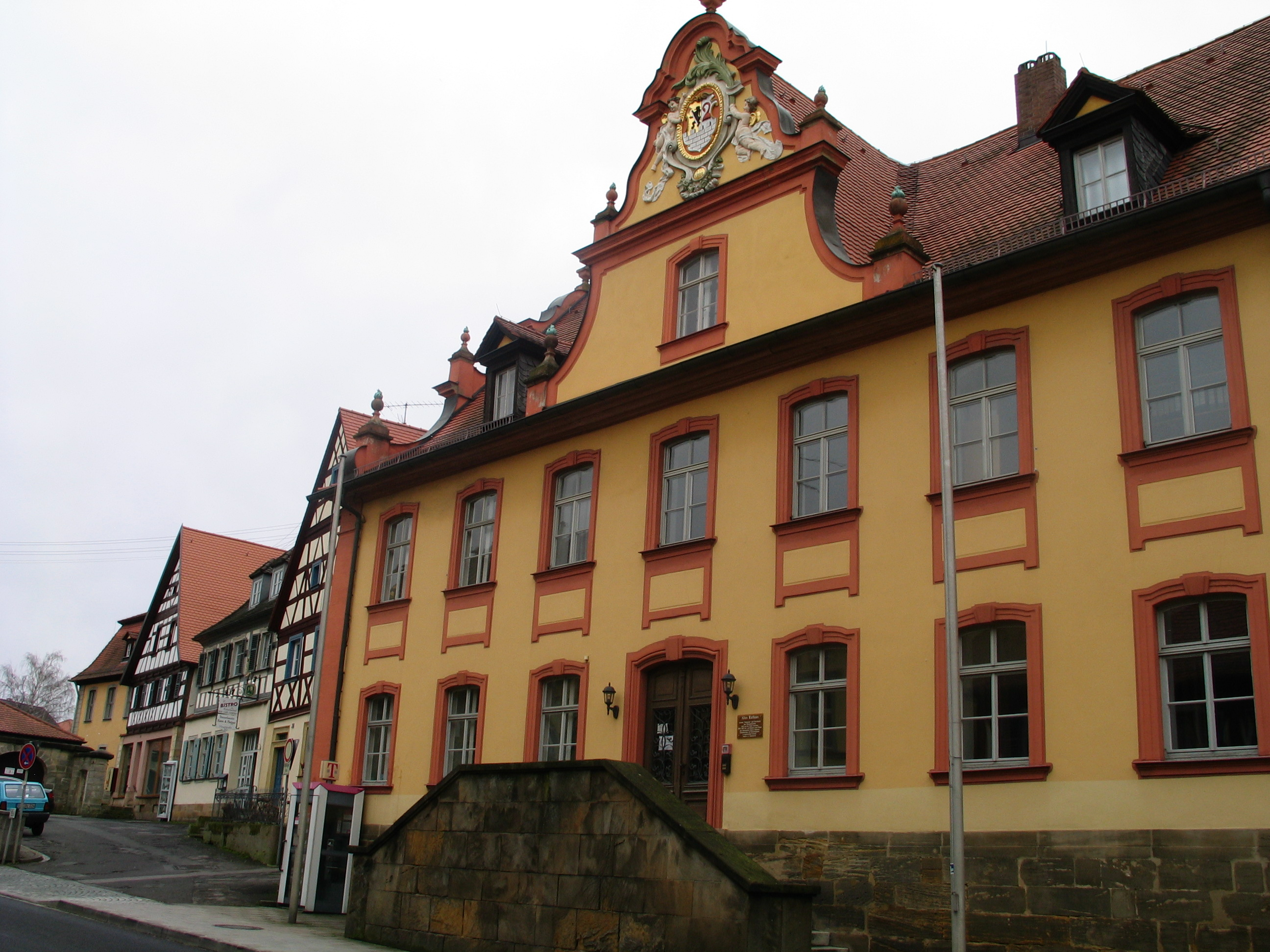
Ратуша
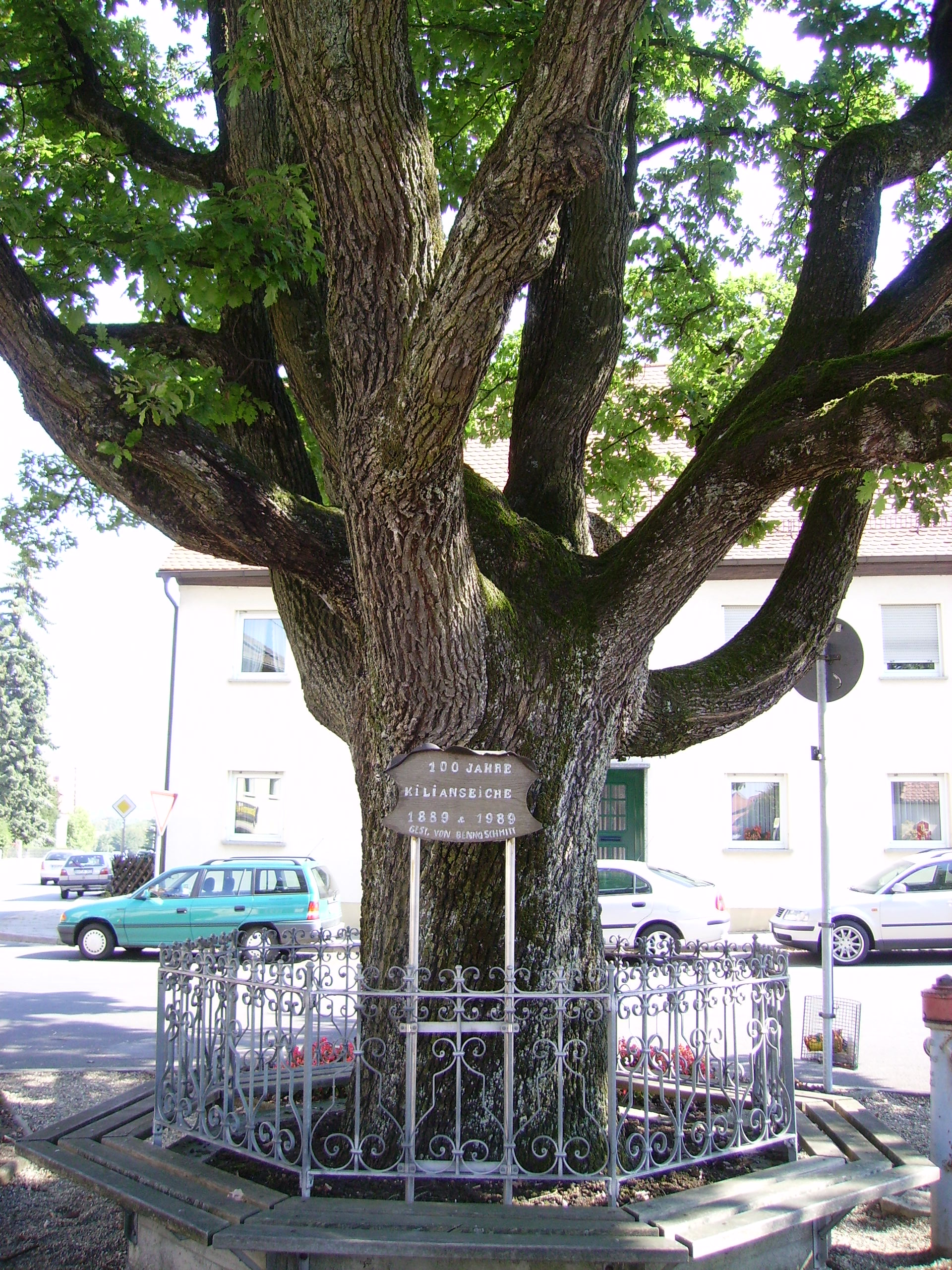
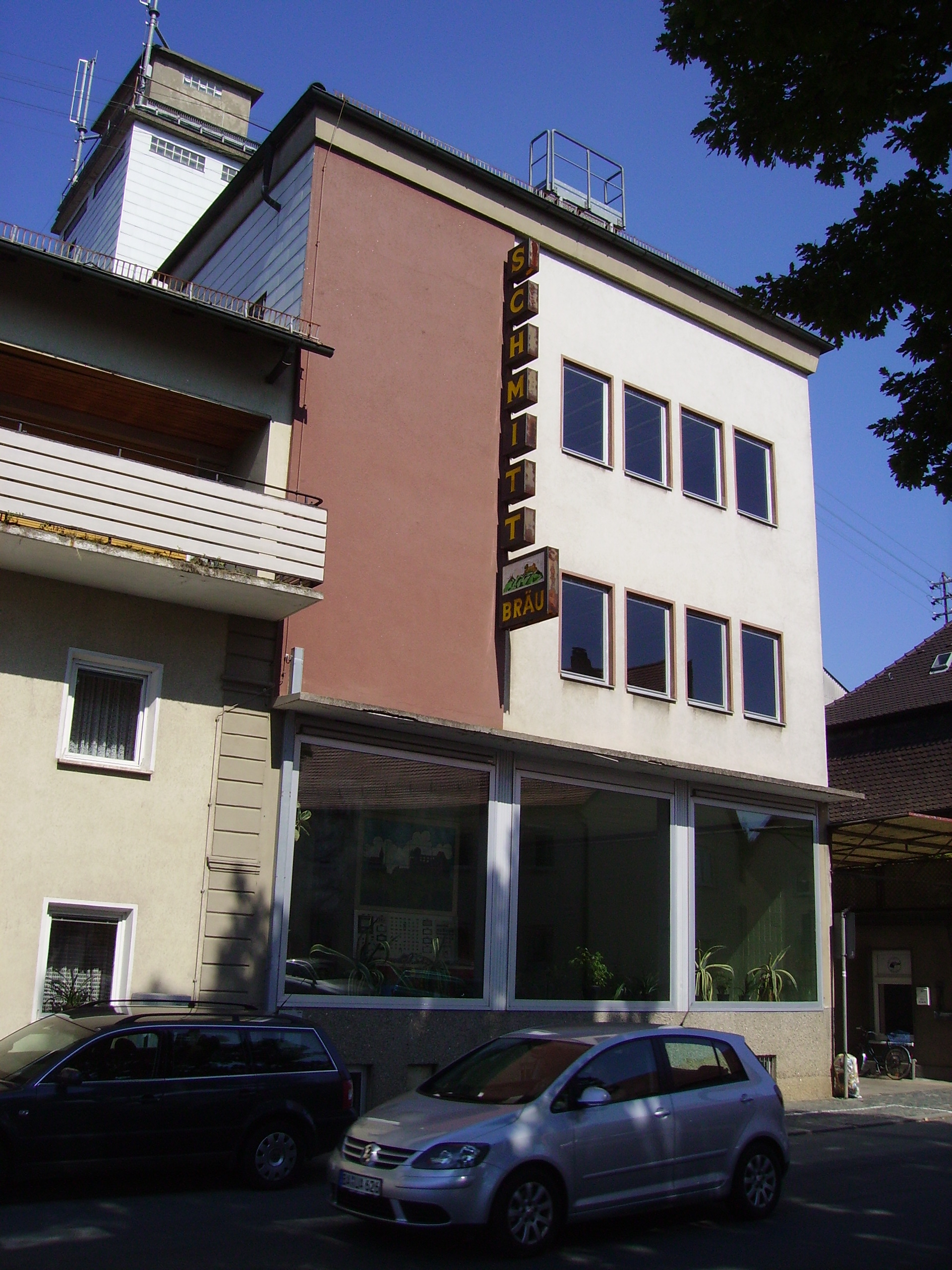
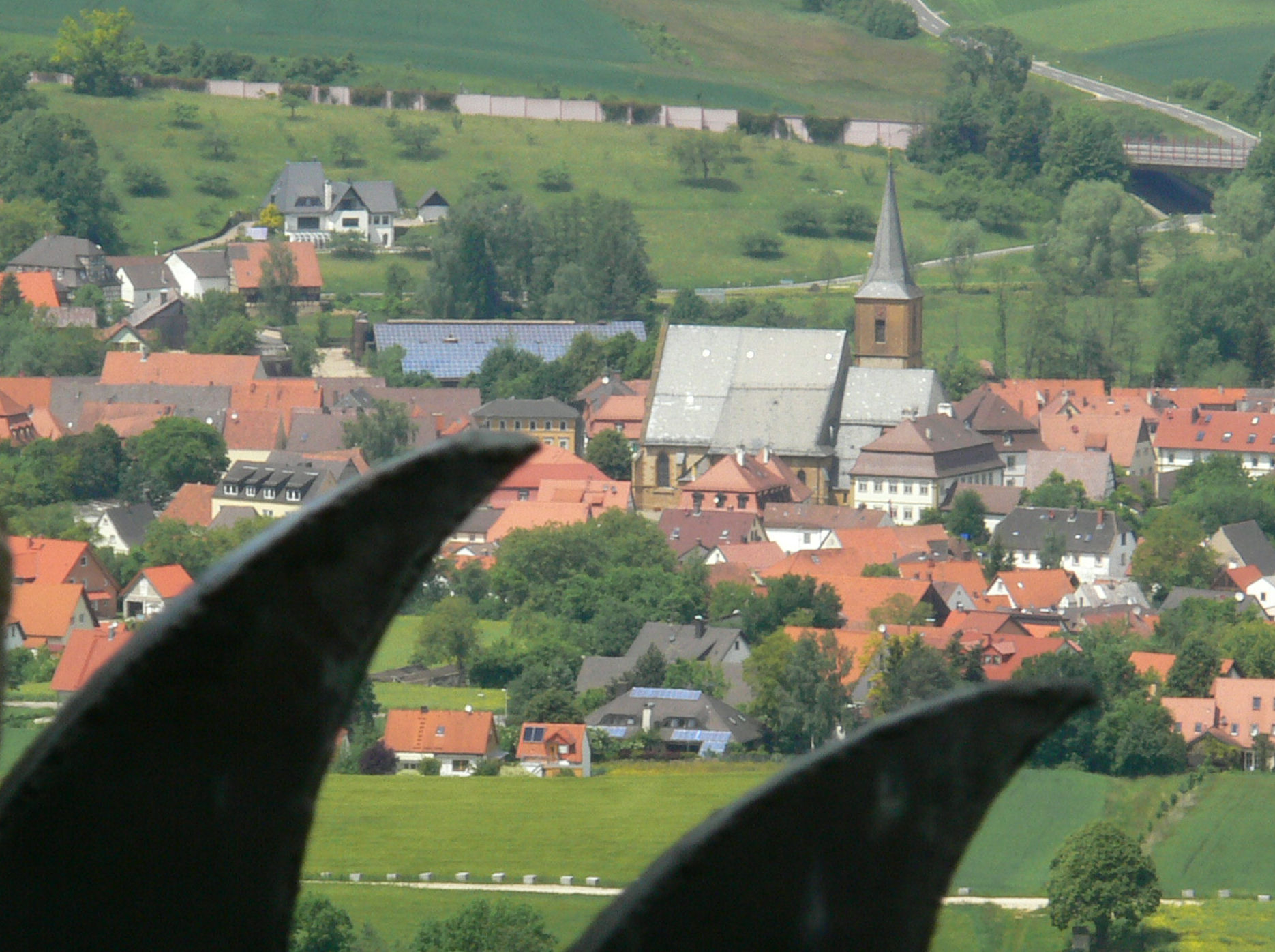
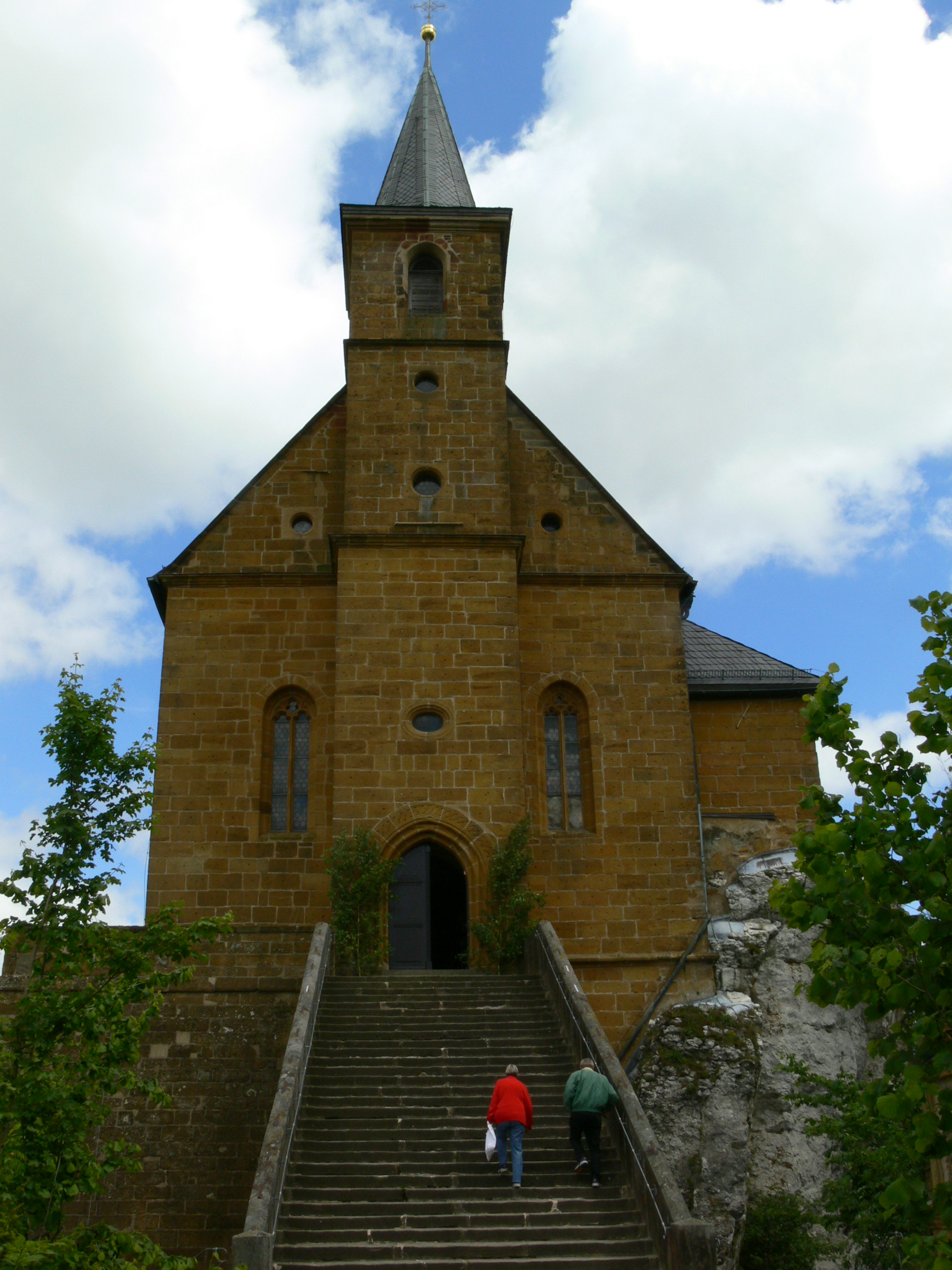
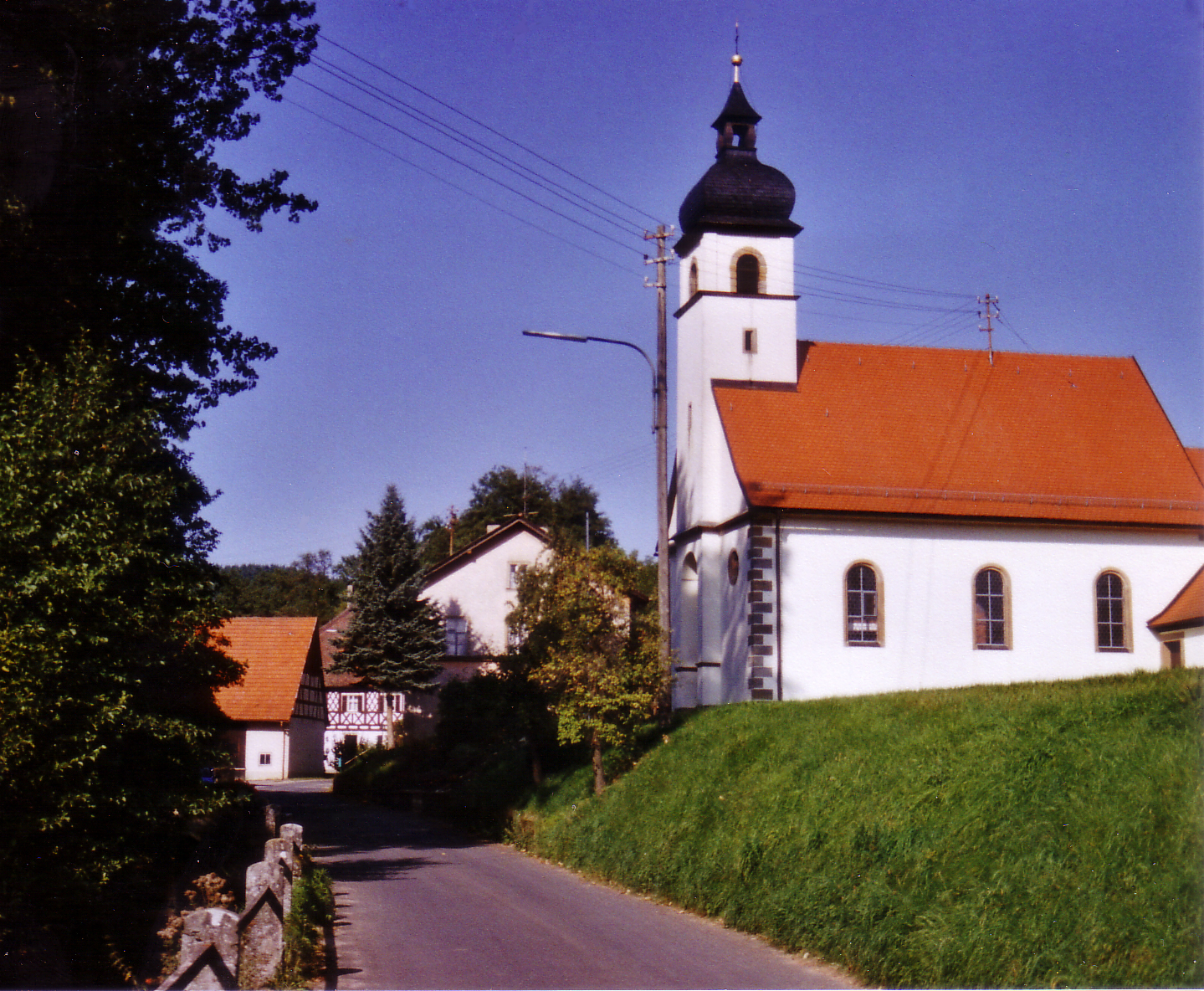
Капелла
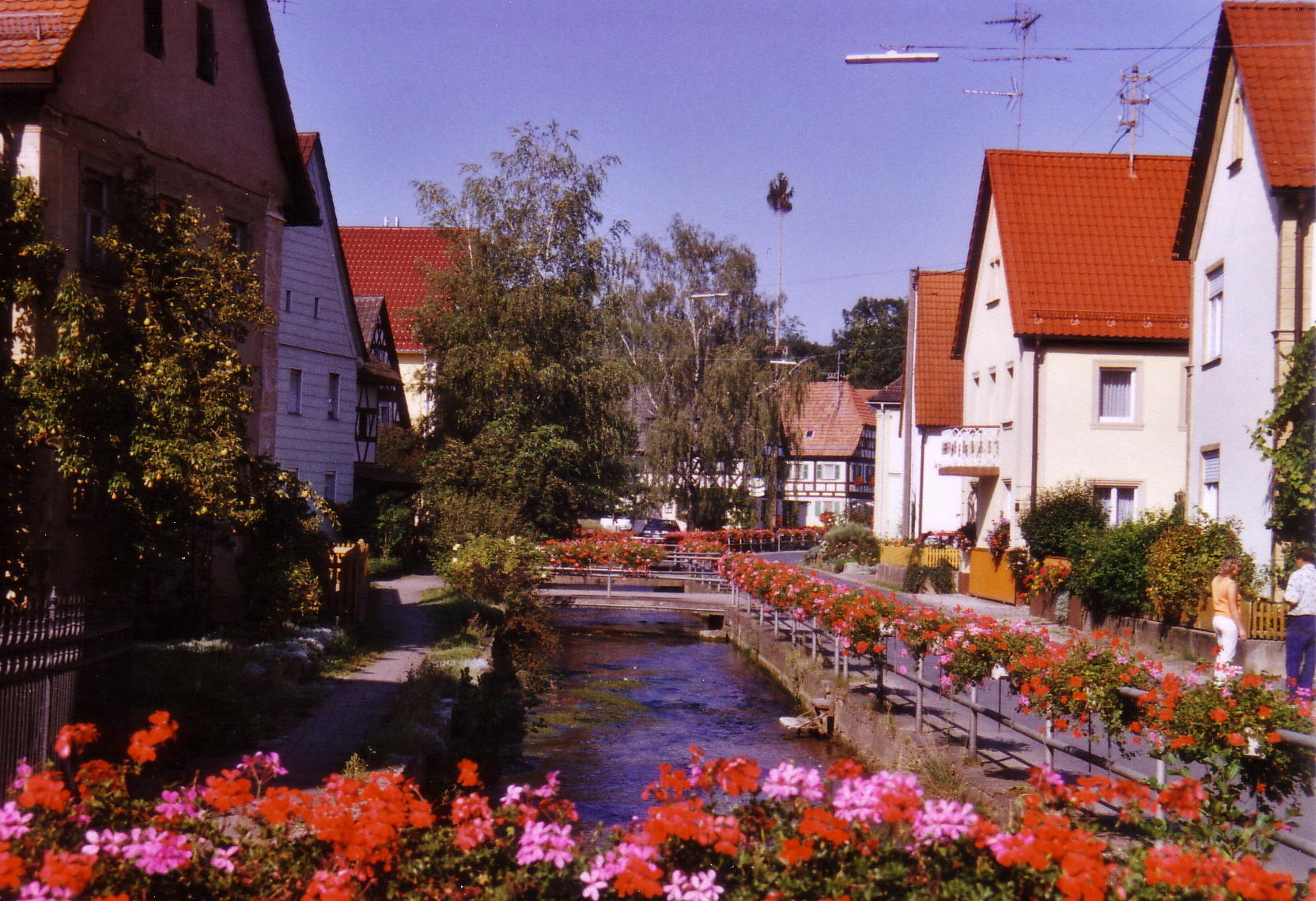
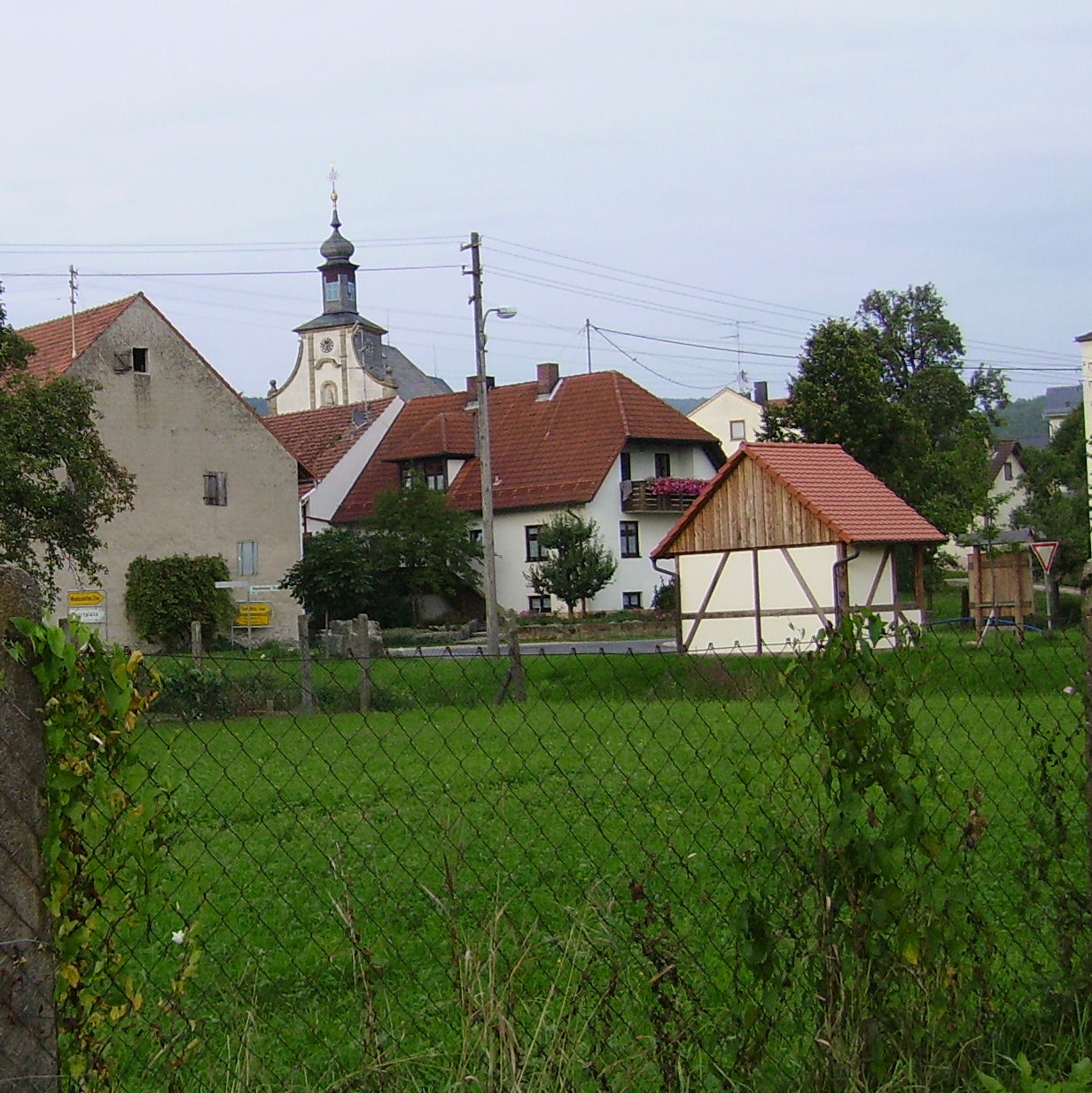
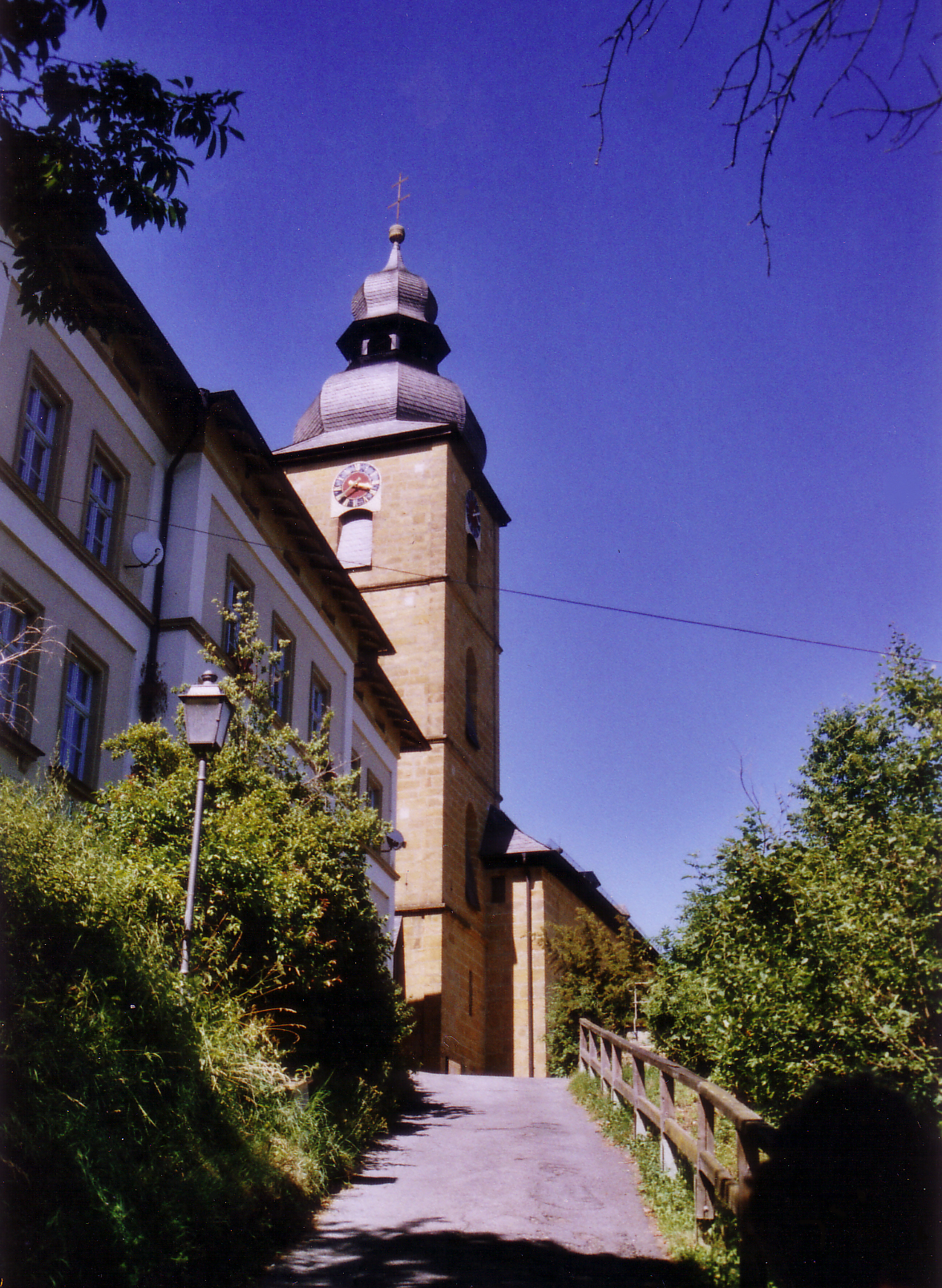